# ターカンド・ルール
ターカンド・ルール（Turquand Rule）とは、会社と第三者との取引において、会社の内部手続きの瑕疵をもって善意の第三者に対抗できないとするイギリス会社法における判例法理である。これにより、その会社と取引する者は、取引の有効性について公的な登録文書や公示文書等を確認すれば足りるとされる。会社外部からは容易に窺い知ることができない内部事情を理由とするリスクから善意の第三者を保護するためのルールである。内部的業務執行原則（The Indoor Management Principle）、ターカンドケース・ルール、ターカンド事件の原則などともいう。